# Falu domsagas södra tingslag
Falu domsagas södra tingslag eller Falu södra tingslag var ett tingslag i sydöstra Dalarna i Kopparbergs län.
Falu södra tingslag omfattade ett område vid Dalälven och södra delen av sjön Runn och motsvaras idag av delar av Säters och Borlänge kommuner. År 1934 hade tingslaget 31 761 invånare på en yta av 924 km², varav land 844. Tingsplats var från 1910 Borlänge, innan dess vid Stora Tuna kyrka. 
Tingslaget bildades 1889 genom sammanslagning av Torsångs tingslag och Stora Tuna med Gustafs tingslag. Tingslaget upplöstes 1971 och området uppgick i Falu domkrets. 
Före den 3 februari 1893 hette tingslaget Stora Tuna och Gustafs samt Torsångs tingslag.
Tingslaget hörde till Falu domsaga, bildad 1858 som från 1889 även omfattade Falu domsagas norra tingslag.

## Socknar
Tingslaget omfattade följande socknar:

Hörde före 1889 till Stora Tuna med Gustafs tingslag
- Gustafs socken
- Silvbergs socken
- Stora Tuna socken

Hörde före 1899 till Torsångs tingslag
- Torsångs socken

samt
- Borlänge köping (1898-1943)
- Domnarvets landskommun (1929-1943)
- Borlänge stad (1944-1970)